# Perger János (főpap)
Perger János (Csertész, Zemplén megye, 1819. március 5. – Kassa, 1876. április 5.) kassai püspök.

## Élete
Ungvárott tanult és 1836-tól mint egri papnövendék a líceumban hallgatta a teológiát. 1842-ben lett áldozópap és Nagykállóban segédlelkész, ahol tevékeny részt vett az akkori heves politikai vitákban és a megyegyűléseken az egyházi ügyek érdekében többször felszólalt. Innét másfél év múlva tanulmányi felügyelőnek nevezték ki és egyúttal az egyházjog tanításával bízták meg. 
1845-ben nyíregyházi plébános, 1852-ben szabolcsi főesperes, 1858-ban hunfalvi prépost, 1859-től egri kanonok és végre 1868. január 10-én kassai püspök lett. Ő volt az alkotmány helyreállítása után az első püspök, akit a király a magyar felelős vallás- és közoktatásügyi miniszter ajánlatára nevezett ki. A nemzetiségek lakta felvidéken buzgón terjesztette a magyarság és a közművelődés ügyét. Pápai trónálló, szent jobbi apát és római gróf is volt. 1875-ben tett 175 000 forintos alapítványt. Élete utolsó éveit gyógyíthatatlan szív- és tüdőbaj tette nehézzé. 1876-ban hunyt el Kassán.

## Írásai
Cikkei a Religio és Nevelésben (1841. Kérdés és felelet a vegyes házasságok ügyébeni intézkedésekre, 1843. I. Az Üdvözítő s egyptomi József, 1844. II. Isten és ember közötti viszony, 1844-47. Mellképek korunk vallásos életéből, 20 cikk, 1847. II. A protestantismus egyházkormányzati rendszeréről, 5 cikk, 1848. 6. sz. Tuba concordiae, II. 41-44. sz. A magyar katholika egyház és a cultusminister. Az egyház reformjairól, 1849. 1. sz. In hoc signo vinces, elmélkedés az ó év végén és az újnak elején. 34. sz. Theodosius császár és az antiochiaiak forradalma, Világcsalódások, 1850, I. 11-14. sz. Immaculata, 1851. I. Az európai országok jelen állapota politica-egyházi szempontból, Európai rém, Röpeszmék a kath. egyház tekintélyéről); a Családi Lapokban (1852. II. 8. sz. A látnok gyermek, bibliai kép, 1854. I. 6. sz. Önbirálgatás, 1858. I. 151. l. Algir, tört. vázlat); az Egri Postában (1863. A szabad iparról); az Egri Egyházmegyei Közlönyben (1876. 9-10. sz. Beszéd, melylyel a kassai népnevelési és közoktatási ügyben egybehívott vegyes értekezletet megnyitotta). Írt ezeken kívül könyvbírálatokat, levelezéseket különböző lapokba, tevékeny részt vett az Egyetemes magyar encyclopaedia szerkesztésében; egyházi beszédei a Pázmány-Füzetekben és más hitszónoklati vállalatokban jelentek meg.

## Művei
1. A Szent-László-társulat egri osztályának az alakító-gyűlésén 1861. decz. 29. tartott megnyitóbeszéd. Eger, 1862
2. A miskolczi kalvária ünnepélyes fölszentelése. Egyházi beszéd. Eger, 1863
3. Az aszály okairól. Eger, 1863
4. Kis-Apponyi Bartakovics Béla egri érsek. Eger, 1865 (különnyomat az egri Emlékkönyvből)